# 2012年印度大停电
2012年7月印度大停电是2012年7月30日和7月31日接连发生在印度北部的两次大停电事故。该事故使得印度超过22个邦受到影响，其中第一次停电事故就影响了14个邦，而第二次事故则多达20个。该事故也是历史上最大规模的停电，超过6亿2千萬人的日常生活受到影响，大約占印度总人口的一半，世界人口的9%。截止2012年7月31日晚，包括首都新德里在内的印度北部已基本恢复电力供应，而印度东部也已恢复一半。

## 背景
该事故发生几周之前，极为炎热的天气使得新德里的电力消耗创造了历史最高纪录。因季风推迟所引发的干旱，使得旁遮普邦和哈里亚纳邦的农业区需要更多的电力来使用水泵灌溉稻田。另外，迟来的季风也意味着水电站的发电量比往常减少。

## 事件经过

### 7月30日
7月30日，当地时间凌晨02:35（IST，29日21:05 UTC），阿格拉-巴雷利輸電系統的一条电线——400 kV的比那-瓜廖尔线发生短路，从而引发电网崩溃。所有受影响地区的主要发电站先后关闭，造成大约320亿瓦特的电力缺口。印度官员评价该次停电事故时，称这是“十年来最糟糕”的。
事发当天，印度能源部长苏希尔·库马尔·欣德（Sushil Kumar Shinde）称造成此次停电的具体原因还尚未查明，但停电发生时印度的电网负荷超出平常。他推测由于用电量上升，一些邦可能试图从电网获得超出允许额度的电力。印度电网公司（PGCIL）和北部区域负荷调度中心（NRLDC）的发言人称北方邦、旁遮普邦和哈里亚纳邦应对本次停电负责。而印度电网公司董事长称，电力供应正以“创纪录的速度”恢复。
印度一家电力公司的资深总监将此次停电称为“一次相当大的故障，暴露出印度电网中主要技术故障。（其中）出现的可怕错误，导致未能启动备份系统。”
超过3亿印度人（占印度总人口的30%）因该起事故无电可用。铁路和机场被迫在8时前关闭，而首都新德里的英迪拉·甘地国际机场因启动了备用电源，得以保持开放状态。在当天早上交通高峰时期，因为停电而引发交通混乱，火车被迫停车，交通信号灯也停止运行。部分火车乘客被困达三到五个小时。一些医院报告称卫生服务中断，污水处理厂被迫关闭几个小时，上百万人无法用电泵从井中抽水使用，而一些机构和单位则依靠备用发电机运行。
印度工商业协会称该事故对商业行为产生了严重冲击，许多商店无法营业。炼油厂因拥有独立的电力供应，得以继续生产。
大约15小时后，电力供应恢复到平常的80%的水平。

### 7月31日
7月31日，当地时间下午13:02（IST，07:32 UTC），因泰姬陵附近的中继站发生故障，印度再次发生电力供应故障。
印度多个邦的发电站因本次故障而停止运作，其中全国热动力公司暂时停止运行38%的发电机组。印度28个邦中的22个邦、超过6亿人（接近印度人口的一半）无电可用。
本次事故使得以下各邦受到了停电的影响：
- 北方电网各邦：德里、哈里亚纳邦、喜马偕尔邦、查谟－克什米尔邦、旁遮普邦、拉贾斯坦邦、北方邦和北阿坎德邦。
- 东方电网各邦：比哈尔邦、贾坎德邦、奥里萨邦和西孟加拉邦。
- 东北电网各邦：阿鲁纳恰尔邦（主权争议地区）、阿萨姆邦、曼尼普尔邦、梅加拉亚邦、米佐拉姆邦、那加兰邦和锡金邦。

超过300列城际列车和通勤线因停电而停止运行。德里地铁的6条线路也因为连续两天的停电暂停服务，被迫撤出中途停止旅行的旅客。德里灾难管理当局协助疏散旅客。这次停电造成印度东部大约200名矿工因电梯停电而被困于井下，但印度官员随后称他们已获救。
因为铁路、地铁、高层建筑的电梯和交通车辆等基础设施受到威胁，印度国家灾难管理局没有像平常一样委托其他部门或机构调查停电起因，而是自己进行调查。

## 反应
停电当天，印度能源部长苏希尔·库马尔·欣德举行三人会议，以查明停电原因，并称将在15天内完成事故报告。应对批评时，他说印度不是唯一发生大停电的国家，例如美国和巴西也在前几年发生过大停电。
美国华盛顿邮报称这两起停电事故使印度总理曼莫汉·辛格的4000亿美元电网翻修计划显得更加急迫。这一计划可以在2017年前增加760亿瓦特的发电能力，其中部分由核电提供。
印度工商联合会的秘书长拉吉夫·库马尔（Rajiv Kumar）称：“停电的主要原因之一是电力供需的巨大缺口，电力部门改革和进一步增加电网建设十分紧迫，这样才能应对不断发展的经济所带来的挑战。”